# サルチネス
『サルチネス』（Saltiness）は、古谷実による漫画。週刊ヤングマガジン（講談社）にて、2012年26号（5月28日）から2013年33号（7月13日）まで連載された。

## 概要
古谷にとっては通算8作目、前作「ヒメアノ〜ル」から約2年ぶりのヤングマガジンでの連載復帰となった。また、連載中（2013年）にデビュー20周年を迎えた。
キャッチコピーは『残飯おとこ一代記』。「saltiness」の日本語訳は「塩味、塩辛さ、辛辣さ」などである。

## あらすじ
青年が「妹の為に」と一大決心をして、社会的自立を目指す。それは、自分の「人生との戦い」でもあった。

## 登場人物

### 山梨県
中丸 タケヒコ（なかまる タケヒコ）
本作の主人公。31歳。生まれてから5歳までを養護施設で過ごし、父親を全く知らず母親とも数日しか接していないという、非常にハードな少年期を過ごす。"修行"と称して14歳から17年間引きこもり生活をしていた。妹を心の底から愛しており、妹の幸せを最優先に考えている。お稲荷さんが苦手。
前作『ヒメアノ〜ル』に登場した平松ジョージと容姿や言動が酷似しているが、他人と全く会話が成り立たなかった平松に比べると幾分かまともな感性をしている。
中丸 愛
タケヒコの妹。28歳。小学4年生の担任。小さい頃自分を守ってくれたタケヒコの幸せを願っている。
おじいちゃん
タケヒコの母・佳子の父。年金暮らしの世代。山梨県のとある田舎町の一軒家で暮らしている。幼い頃のタケヒコと愛を引き取り育て、現在にいたる。
岡崎 太郎
愛の幼なじみ。頭がよくイケメンで、東京で超一流企業に勤めていた。"修行"中のタケヒコに影響され実家に戻り、家業のガソリンスタンドの跡継ぎとなっている。
戸野辺 トモ子
小説家。31歳。心の病から山梨県に引越すも症状は改善せず、執筆活動もはかどっていない。太郎とはガソリンスタンドで顔馴染み。
片山 洋一（かたやま よういち）
ゴルフ練習場従業員。29歳。人を独自の基準で判断して接するために周囲が困り、ゴルフ練習場を経営する叔父"安井"に引き取られる。
安井
ゴルフ練習場経営者。甥の片山洋一の為に、タケヒコと谷川を雇う。甥の問題が解決した後も、二人を雇い続けている。

### 東京都
谷川 俊平（たにがわ しゅんぺい）
ホームレス。37歳。運送業をしていたが、借金地獄に陥り、職も住まいも失う。肥満体で口も性格も悪いが、精神的に弱い事を自覚しており、孤独になる事をとても恐れている。タケヒコを馬鹿にし、恐れつつも、時には気遣いをみせながら共同生活を送っている。タケヒコが山梨に帰った後、そのまま中丸家の居候となった。
河合 タイチ（かわい タイチ）
M大の学生。長野県の貧しい母子家庭で育ち、病弱の妹がいる。アルバイトで全てをまかなっている苦学生で、とても素直で真面目な性格。ひょんな事からタケヒコと谷川の二人に出会い、巻き込まれていく。
松本 ユリ（まつもと ユリ）
M大の学生。以前から河合の事が気になっていた。
松下 健二郎（まつした けんじろう）
自称"サイキック"。40歳。18歳から22年間、催眠術を学ぶ。大豪邸に住んでいる。

### その他
中丸 佳子
愛、タケヒコの母親。父である「おじいちゃん」に彼氏とのオーストラリアへの渡航費を借りるべく、山梨の中丸家を訪れようとした。

## その他
- 2012年11月18 - 20日、「ヤングマガジン2012 大感謝MANGAフェス!!」の一環、「ヤングマガジン 大アート原画展2012」に出展された。[4]
- ダ・ヴィンチ2月号（2013年1月6日、メディアファクトリー）のコミック ダ・ヴィンチ「『普通』と戦うマンガ主人公たち」にてとりあげられた。[5]
- 2月13 - 19日、渋谷駅構内にポスターが掲載された。[6]

## 書籍情報
- 古谷実 『サルチネス』 講談社〈ヤンマガKCスペシャル〉、全4巻
  1. 2012年9月6日発売[7]、ISBN 978-4-06-382219-9[8]
  2. 2013年2月6日発売、ISBN 978-4-06-382265-6[9]
  3. 2013年7月5日発売、ISBN 978-4-06-382326-4[10]
  4. 2013年9月6日発売[11]、ISBN 978-4-06-382350-9[12]